# Don Mischer
Donald Leo "Don" Mischer (ur. 5 marca 1940 w San Antonio, zm. 11 kwietnia 2025 w Los Angeles) – amerykański reżyser i producent filmowy.

## Filmografia (reżyser)
- 1981: Best of Times
- 1982: Baryshnikov in Hollywood
- 1983: Motown 25: Yesterday, Today, Forever
- 1984: Body and Soul
- 1985: Motown Returns to the Apollo
- 1992: Grand Opening of Euro Disney, The